# Oudtshoorn
Oudtshoorn – miasto w krainie Karru Małe w Południowej Afryce, w Prowincji Przylądkowej Zachodniej, siedziba gminy Oudtshoorn. Okolica znana jest z farm strusi. 95 933 mieszkańców.
Oudtshoorn znane jest jako "Dom Polskich Dzieci", gdzie mieszkały dzieci polskie ewakuowane w czasie działań  wojennych w II wojnie światowej, z Bałkanów i ZSRR (działał w nim Tadeusz Kawalec, który w 1975 przekazał archiwum placówki na rzecz Hoover Institution.